# Kim tự tháp sinh thái

Một kim tự tháp năng lượng là một biểu diễn của các bậc dinh dưỡng trong một hệ sinh thái. Năng lượng từ mặt trời được chuyển xuống hệ sinh thái bằng cách truyền xuống qua những bậc dinh dưỡng khác nhau. Khoảng 10% năng lượng được truyền từ bậc dinh dưỡng này xuống bậc dưỡng, do đó ngăn cản một lượng lớn bậc dinh dưỡng. Phải có một lượng sinh khối lớn hơn ở dưới đáy kim tư tháp để hỗ trợ năng lượng và sinh khối cần thiết của các bậc dinh dưỡng cao hơn.

Một kim tự tháp sinh thái (còn gọi là kim tự tháp dinh dưỡng, kim tự tháp năng lượng) là một biểu diễn bằng đồ thị được thiết kế để cho thấy sinh khối hoặc năng suất sinh học ở mỗi bậc dinh dưỡng trong một hệ sinh thái cho trước.
Kim tự tháp sinh khối cho thấy bao nhiêu sinh khối (khối lượng vật chất hữu cơ hoặc sống hiện diện trong một sinh vật) đang hiện hữu trong các sinh vật ở mỗi bậc dinh dưỡng, trong khi đó kim tự tháp năng suất biểu thị sự sản xuất hoặc tuần hoàn trong sinh khối. Cũng có cả kim tự tháp số lượng biểu thị số lượng sinh vật ở mỗi bậc dinh dưỡng. Chúng có thể ở hình dạng thẳng đứng (ví dụ như với hệ sinh thái đồng cỏ), lật ngược (hệ sinh thái ký sinh) hoặc hình quả tạ (hệ sinh thái rừng rậm).
Kim tự tháp năng lượng bắt đầu với sinh vật sản xuất ở dưới đáy (ví dụ như thực vật) và tiếp diễn qua những bậc dinh dưỡng khác nhau (ví dụ như sinh vật ăn cỏ ăn thực vật, rồi sinh vật ăn thịt lại ăn sinh vật ăn cỏ, rồi sinh vật ăn thịt ăn những sinh vật ăn thịt kia, và cứ thế). Bậc cao nhất là đỉnh của chuỗi thức ăn.